# Твърдоперки
Твърдоперките (Acanthopterygii) са най-голямата група костни риби. Разпространени са навсякъде по света, в солени и сладки води. Някои видове обитават предимно крайбрежните райони, докато други се срещат на дълбочини над 8 км. Някои представители на този разред са доста опасни, при тях се наблюдават шипове, които служат за защита, ако бъдат застрашени.
За твърдоперките са характерни сезонните миграции. Някои женски снасят до 300 милиона яйца.